# كريستين سينجر
كريستين سينجر (بالفرنسية: Christiane Singer)‏ هي كاتِبة فرنسية، ولدت في 1943 في مارسيليا في فرنسا، وتوفيت في 4 أبريل 2007 في فيينا في النمسا بسبب سرطان.